# Habešovna

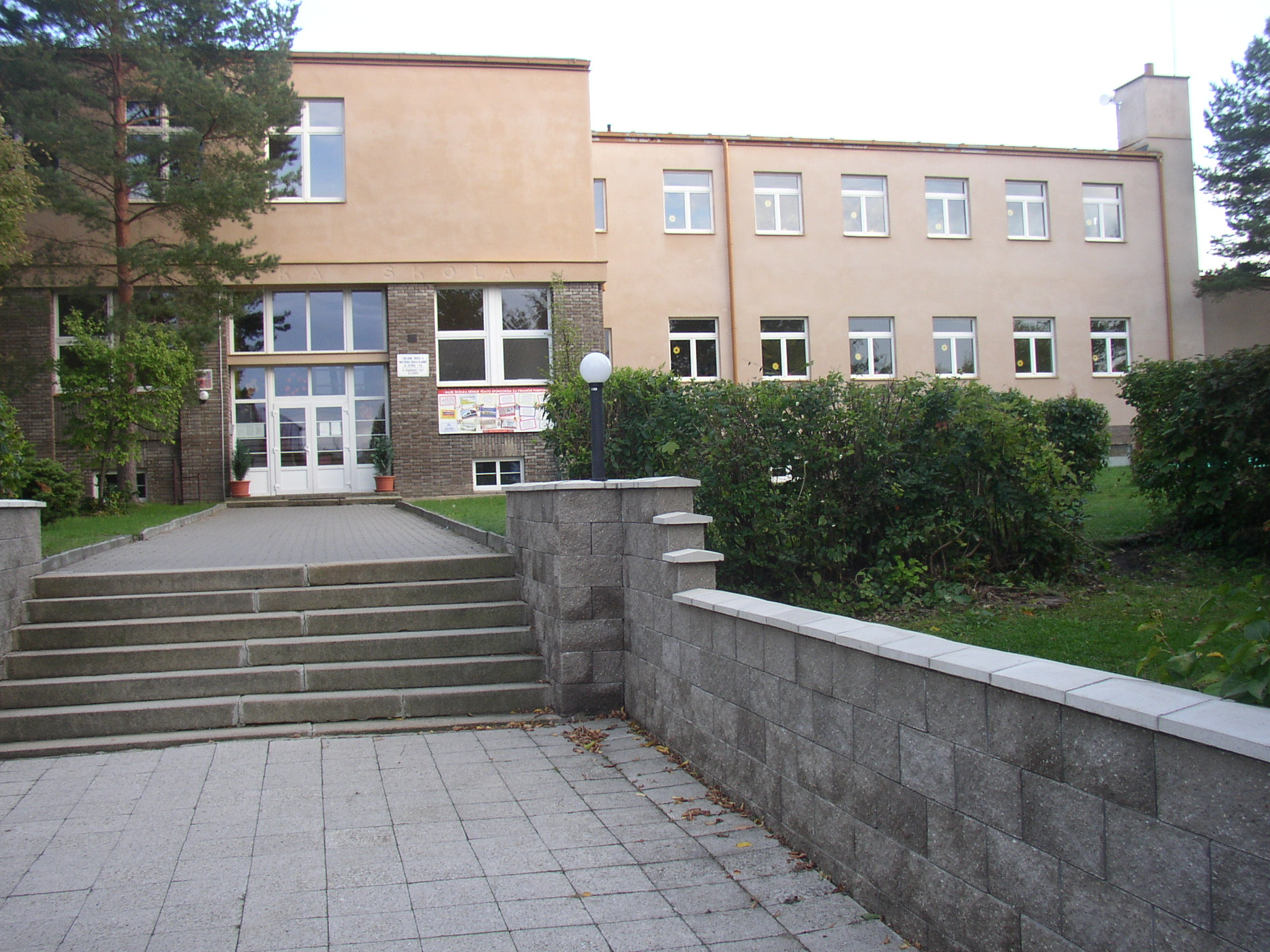
Mateřská škola v Kladně-Habešovně

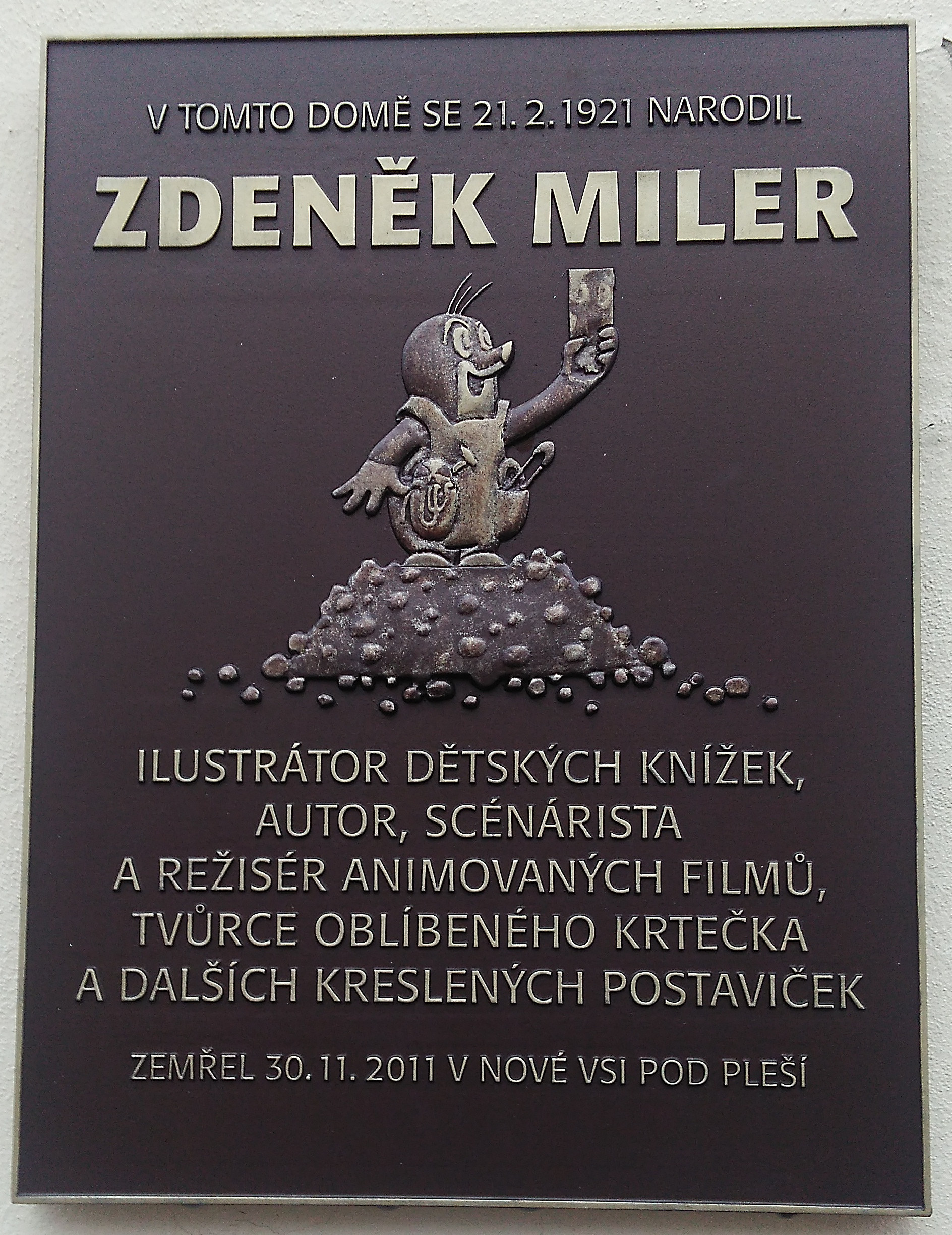
Pamětní deska na rodném domě Zdeňka Milera

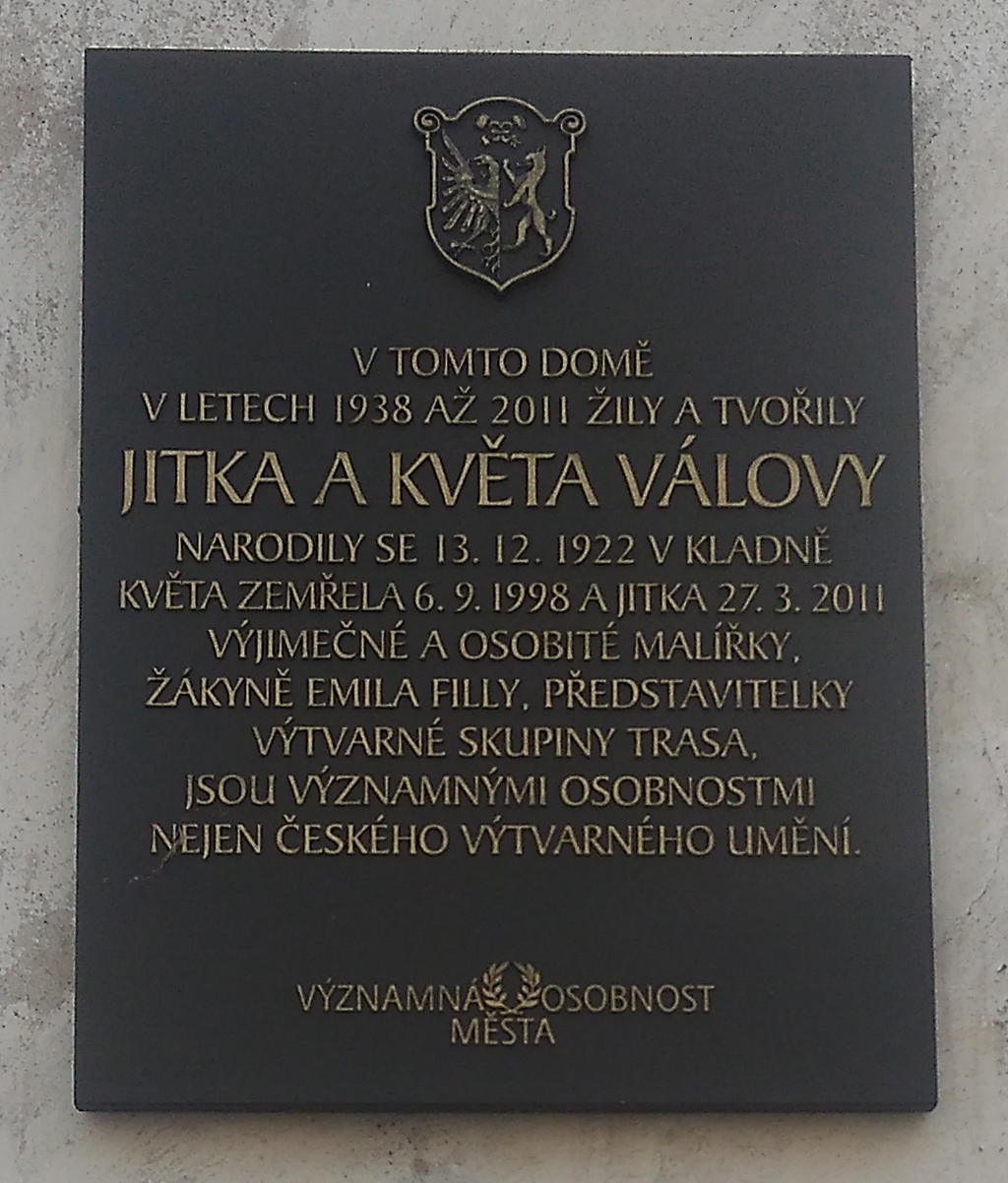
Pamětní deska na domě sester Válových

Habešovna je nejstarší vilová zahradní čtvrť v Kladně postavená převážně v 10. letech 20. století.

## Původ názvu
Původ názvu není nikde doložen, název se trvale traduje.
Čtvrť byla stavěna brzy po době, kdy Itálie napadla africkou Habeš (dnes Etiopská federativní demokratická republika). Italskou expanzi, která se pokoušela kolonizovat svobodnou zemi, se podařilo Habešanům zastavit pod vedením císaře Menelika II. v bitvě u Aduy v roce 1896. Porážka byla drtivá, ačkoliv Habešané bojovali jen s primitivními kopími a luky proti technicky dokonaleji vyzbrojeným Italům s puškami, kulomety a děly. O slavném vítězství Habešanů psaly bohatě mnohé evropské noviny, včetně rakousko-uherského tisku.
Kladenský historik Rudolf Koller uvádí, že rodilý Habešan navštívil Kladno v roce 1911, doklady rovněž nejsou. Koller rovněž uvádí, že na Výstavě obchodní a živnostenské komory v Praze v roce 1908 pozornost k této exotické zemi přilákala expozice "habešská vesnice s několika typickými obydlími, na níž afričtí obyvatelé (příslušníci kmenů Essa a Gemma) pod vedením náčelníka Roblyho zde předváděli tradiční tance i řemesla".

## Lokalizace a názvy ulic
Čtvrť leží nedaleko centra města jižním směrem. Na západě je ohraničena ulicí Ke Stadionu, na jihu, jihovýchodě a východě ulicí Cyrila Boudy a Petra Bezruče a na severu ulicí Kubelíkovou.
Ulice nesou jména významných českých malířů (Mánesova), spisovatelů (R. Svobodové, Kar. Světlé), hudebních skladatelů (Fibichova, Bendlova) nebo osobností starší české historie. (Křesomyslova, Bořivojova, Václavova).
Výjimkou jsou ulice MUDr. Jiroutka a Pavlisova. Názvy ulic souvisejí zpravidla se změnou politického systému, což je příklad ulice MUDr Jiroutka a ulice Pavlisova.
Název MUDr. Jiroutka získala ulice po roce 1989 (do roku 1939 se jmenovala Engelsova, v letech 1939–1945 Štechova a od roku 1945 se vrátil název Engelsova). MUDr. Jaromír Jiroutek (1901–1971) je významný kladenský rodák, první kladenský pediatr, zakladatel a primář dětského oddělení kladenské nemocnice. Oddělení za doby jeho působení dosáhlo na svou dobu pozoruhodných výsledků zejména v péči o nedonošené děti.  V roce 2011 mu byla udělena in memoriam Cena města Kladna. Pohřben je na kladenském hřbitově.
Pavlisova ulice má svůj název od roku 1945 (do roku 1939 to byla ulice Alešova, v letech Protektorátu Čechy a Morava ulice A. Stiftera). Kladenský rodák Antonín Pavlis (1890–1940) byl učitelem a ředitelem školy. Byl členem městské rady, po zastřelení německého policisty v červnu 1939 byli všichni zatčeni a uvězněni v Mauthausenu a Dachau. Po propuštění brzy zemřel.

## Pamětihodnosti
Zhruba uprostřed čtvrti v ulici R. Svobodové stojí dodnes moderně vyhlížející mateřská škola (dnes Mateřská škola, čp.2597) postavená podle návrhu architekta Jaroslava Rösslera, který postavil v Kladně také areál  průmyslové školy (dnes Střední průmyslová škola Kladno a Vyšší odborná škola Kladno). Slavnostně byla mateřská škola otevřena 10. září 1932, svému účelu slouží dodnes. V městě to byla první budova navržená účelově jako mateřská škola a první mateřská škola v Kladně vůbec. Od roku 1958 je budova školky památkově chráněna.
Na okraji čtvrti v ulici Cyrila Boudy stojí dvoupatrová budova bývalého Okresního národního výboru, dnes jsou zde kanceláře Magistrátu Kladno. Byla postavena v době Protektorátu Čechy a Morava jako sídlo kladenského gestapa. Na budově je umístěna pamětní deska s nápisem Zde němečtí fašisté věznili, mučili a posílali na smrt v létech 1939–1945 náš odbojný lid. Před budovou je frekventovaná zastávka autobusů městské dopravy i meziměstských linek.

## Významní obyvatelé
V ulici Bendlově bydlil žák Antonína Dvořáka Hynek Kubát (1871–1948), který v roce 1902 založil Kladenskou filharmonii a vedl ji 46 let. Členové orchestru na jeho domě v roce 1950 umístili pamětní desku s jeho portrétem, notovou osnovou s několika notami a nápisem, že v domě žil, tvořil a zemřel. Po opravě domu v 90. letech 20. století byla deska odstraněna, zůstala zachována.
V téže ulici se narodil a v mládí žil malíř a animátor Zdeněk Miler (1921–2011), autor oblíbené postavičky Krtečka. Na rodném domě je pamětní deska s připomínkou Krtečka. V roce 2006 byl oceněn čestným občanstvím Kladna, v Zámecké galerii v Kladně měl výstavu Zdeněk Miler dětem v roce 2011.
V domě čp. 1662 v Bendlově ulici rovněž žily a tvořily kladenské rodačky, malířky Květa Válová a Jitka Válová. V roce 2018 na dům byla umístěna pamětní deska s nápisem V tomto domě v letech 1938 až 2011 žily a tvořily Jitka a Květa Válovy, narodily se 13.12.1922 v Kladně. Květa zemřela 6.9.1998 a Jitka 27.3.2011. Výjimečné a osobité malířky, žákyně Emila Filly, představitelky výtvarné skupiny Trasa jsou významnými osobnostmi nejen českého výtvarného umění. Velká retrospektivní výstava obou sester se uskutečnila v roce 2000 ve Veletržním paláci v Praze. V roce 2004 byla Jitce Válové udělena Cena města Kladna a stejná cena její setře Květě in memoriam. Jejich ateliér byl zpřístupněn veřejnosti. Obě jsou pohřbeny na kladenském hřbitově.